# کارلتون فیرواتر
کارلتون فیرواتر (انگلیسی: Carlton Fairweather؛ زادهٔ ۲۲ سپتامبر ۱۹۶۱) بازیکن فوتبال اهل بریتانیا است.
از باشگاه‌هایی که در آن بازی کرده‌است می‌توان به باشگاه فوتبال دالیچ هملت، باشگاه فوتبال سلو تاون، باشگاه فوتبال توتینگ اند میتچام یونایتد، باشگاه فوتبال کارلایل یونایتد، باشگاه فوتبال ویمبلدون و باشگاه فوتبال بروملی اشاره کرد.